# Singampatti

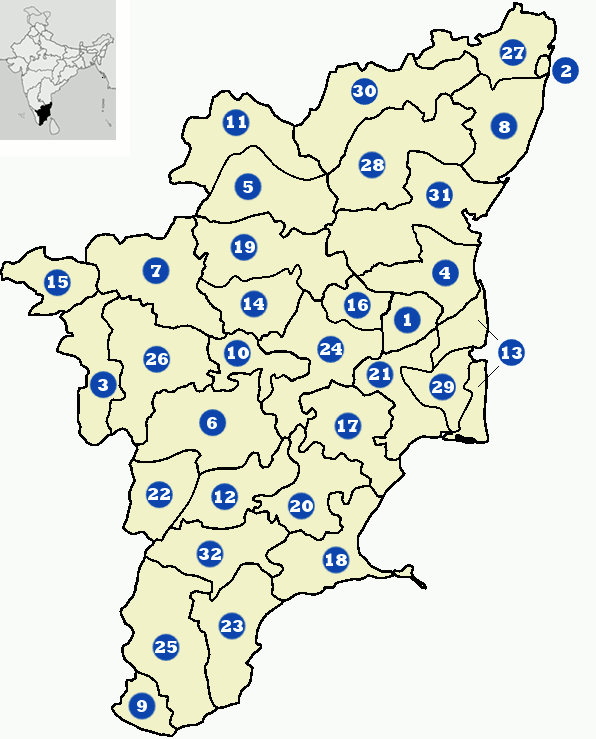
Distritos de Tamil Nadu.

Singampatti es tradicionalmente reconocido como uno de los 72 palaiyams de Tamil Nadu, en el sur de la India. Maravar palaiyam encabezó 24 de los 72 palaiyams y se localizaba en el taluk Ambasamudram, a dos millas de los espolones del Ghats Occidentales, en la antigua provincia de Tirunelveli en el reino de Madurai.

## Historia
Perteneció a Siruthaali-Katti de Maravar. Según la tradición, el fundador de Singampati fue Apadhurhara Thevar, quién recibiendo órdenes del gobernante Pandyan invadió Kannada y, como recompensa, recibió la posesión de Singampati. Encabezó 24 palaiyams de 72 en el sur de Tamil Nadu  (Tirunelveli,Thoothukudi y Kanyakumari).

## Coalición con Puli Thevar
Singampati fue uno de los palaiyams que se unió a Pooli Thevan mediante una coalición entre 1754 y 1761. En 1766,  una el insurrección dirigida por el polegar de Kollamkondan tras las victorias sobre el Anglo-Nawabi, ayudaron a contrarrestar la extensión a otro polygars. Este mismo año, el General Donald Campbell empezó una campaña sistemática, tomando fuertes de importantes confederaciones, una por una, incluyendo Singampati. Campbell resolvió las cuentas de ingresos y les restauró sus posesiones en 1767.

## Tras 1799
Al final del Primera Guerra Polygar en 1799, el polygar de Singampati se rindió. El palaiyam, el cual había sido gobernado bajo la administración de la Compañía desde 1798, fue devuelto a su gobernante anterior, Polygar Nellakotti Thevar (Nallakutti Thevar), en 1801, en la conclusión de la Segunda Guerra Polegar sobrevivió hasta el siglo XIX como zamindari. El zamindari originalmente tuvo un gran área, e incluyó cuatro pueblos.

## Abolición post Zamindari
Singampatti actualmente está bajo la administración de Ambasamudram Taluk en el distrito Tirunelveli.